# 그바돌리테

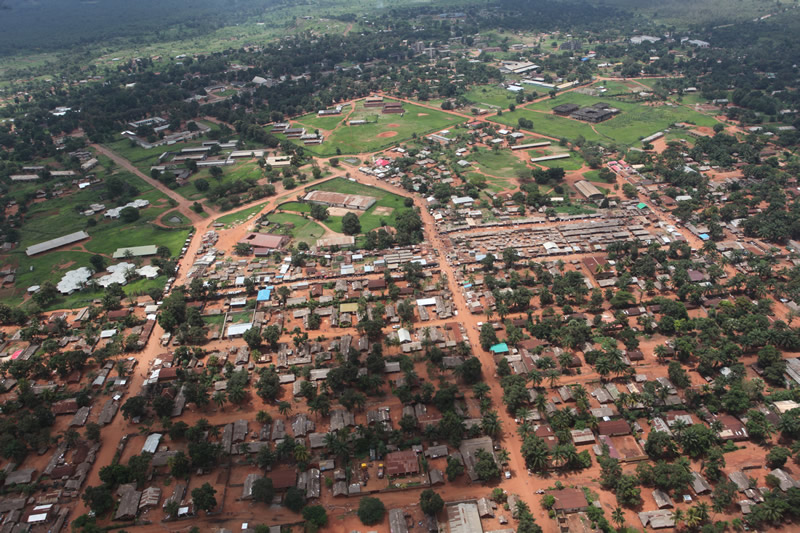

그바돌리테(프랑스어: Gbadolite)는 콩고 민주 공화국 에카퇴르주의 도시로, 면적은 278km2, 높이는 462m, 인구는 113,807명(2004년 기준)이다. 중앙아프리카 공화국과 국경을 접하며 우방기강에서 남쪽으로 12km, 킨샤사(콩고 민주 공화국의 수도)에서 북동쪽으로 1,150km 정도 떨어진 곳에 위치한다. 1965년부터 1997년까지 자이르(콩고 민주 공화국의 옛 이름)의 대통령을 지낸 모부투 세세 세코의 조상의 고향이었던 곳이기도 하다.